# Erste Allgemeine Verunsicherung
Die Erste Allgemeine Verunsicherung (EAV) war eine aus der Steiermark stammende österreichische Pop-Rock-Band, die 1978 gegründet wurde. Zu ihren bekanntesten Titeln gehören Ba-Ba-Banküberfall, Märchenprinz, Fata Morgana, Küss’ die Hand, schöne Frau, An der Copacabana, Burli, Ding Dong, Samurai und 3 Weiße Tauben. Texter und Komponist der Band war Thomas Spitzer. Der Bandname spielte auf das ehemalige österreichische Versicherungsunternehmen Erste Allgemeine Versicherung an; Pseudonyme waren Ossi Ost-Born, Center Curti & Davis Kappler, The Himbeer Teddies und Klaus Eberhartinger & Die Gruftgranaten. Am 14. September 2019 gab die Band in der Wiener Stadthalle ihr letztes Konzert.

## Bandgeschichte

### Anfänge und Band Antipasta
Eik Breit war Gründer der Band Antipasta, die sich nach drei Jahren auflöste. Mit seinem Freund Thomas Spitzer, der erst einige Wochen zuvor als Gitarrist zur Gruppe gestoßen war, sowie Nino Holm und Anders Stenmo gründete er wenig später eine neue Band, der zunächst ein passender Name fehlte.
Während einer gemeinsamen Busfahrt kamen Spitzer und Holm am Hauptsitz der Ersten Allgemeinen Versicherung (kurz: EAV) vorbei, was sie auf die scherzhafte Idee brachte, den Bandnamen an das Versicherungsunternehmen anzulehnen – die Erste Allgemeine Verunsicherung war geboren. Das Unternehmen zeigte sich wenig begeistert von der Abwandlung seines Namens und leitete juristische Schritte gegen die Band ein. Die Klage wurde aber nach kurzer Zeit zurückgezogen; einige Jahre später war das Unternehmen sogar Sponsor der Pinguin-Tour.

### 1978 bis 1999: Gründung EAV und Erfolge
1978 begann EAV als Rock-Comics-Band, veröffentlichte ihr selbstbetiteltes Debütalbum 1. Allgemeine Verunsicherung und feierte erste Erfolge in der alternativen Clubszene Deutschlands. Nachdem Bandmitglied Walter Hammerl im Februar 1981 Suizid begangen hatte, nahm Klaus Eberhartinger seine Position als Sänger in der Gruppe ein und bildete fortan gemeinsam mit Spitzer bis zur Auflösung 2019 den Kern der EAV.
Nachdem ihre ersten vier Studioalben in den Ö3 Austria Top 40 erfolgreich waren und teils Gold-Status erzielen konnten, gelang 1985 der Band mit dem fünften Studioalbum Geld oder Leben! und den darauf enthaltenden Liedern Ba-Ba-Banküberfall, Märchenprinz, Heiße Nächte (in Palermo) und Fata Morgana der Durchbruch im gesamten deutschsprachigen Raum. Ba-Ba-Banküberfall konnte unter dem englischsprachigen Titel Ba-Ba-Bankrobbery sich in den Britischen Musikcharts auf Platz 63 platzieren, was der Band nach diesem Titel nicht erneut gelang. Das darauffolgende 1987 erschienene Album Liebe, Tod & Teufel mit den Erfolgstiteln Küss’ die Hand, schöne Frau, An der Copacabana und Burli ist mit über 900.000 verkauften Einheiten die erfolgreichste Veröffentlichung ihrer musikalischen Laufbahn. Ab Februar 1988 ging die Band mit dem Album auf Tournee.
Die Arbeiten am siebten Album Neppomuk’s Rache begannen unmittelbar vor dem Wechsel des zweiten Keyboarders der Gruppe: Mario Bottazzi stieg aus und schaffte Platz für Andy Töfferl, der Bottazzi für die Neppomuk-Tour ersetzt und zwölf Jahre Bandmitglied bei EAV bleibt. Die Tour wurde die größte und aufwändigste, die die Gruppe je hatte. Für die Neppomuk-Tour nahm die EAV den Medienpreis R.SH.Gold für die beste Bühnenshow entgegen. Die auf dem Album enthaltenden Lieder Ding Dong und Samurai waren erfolgreich in den D-A-CH-Charts. Die im November 1990 ausgekoppelte dritte Single Einer geht um die Welt kam auf Platz 26 in den österreichischen Charts.
1991 nahm EAV mit dem Musiker Udo Jürgens den Titel Na und?! auf, den sie gemeinsam im Oktober des Jahres in der ZDF-Rateshow Die bessere Hälfte vortrugen. Ebenfalls im Oktober 1991 erschien die Vorabsingle Jambo; im November 1991 folgte ihr achtes Studioalbum Watumba!. Das Album erreichte ebenfalls Platz eins der österreichischen Albumcharts und war somit das vierte Nummer-eins-Album der Band in Folge. In der Schweizer Hitparade wurde Platz fünfzehn; in Deutschland Platz siebzehn belegt. Der sich auf dem Album befindliche Titel Neandertal nimmt unter anderem Bezug auf die zu dieser Zeit aktuellen Ausschreitungen in Hoyerswerda („Auch Zucht und Ordnung kehren wieder ein. In Deutschland brennt ein Ausländerheim.“).
Im Februar 1992 erschien mit Hip-Hop die zweite Singleauskopplung des Albums. Nach dem Lied Na und?! nahm EAV mit Café Grössenwahn einen zweiten Titel mit Udo Jürgens auf, der im Oktober 1993 auf dem gleichnamigen Album und im Januar 1994 als Single erschien. Das im August 1997 veröffentlichte Album Im Himmel ist die Hölle los stieg erneut auf Platz 1 ein. Im Oktober 1998 kam ihr elftes Studioalbum Himbeerland mit den Singles Der Wein von Mykonos, Hasta la vista und 3 Weiße Tauben heraus, das den Chart-Rekord kurzzeitig unterbrach, weil es diesmal auf Platz 2 in Österreich kam, wo es Platin-Status erzielte.

### Seit 2000: Weitere Tourneen und Alben sowie Auflösung
Im April 2003 veröffentlichte EAV ihr zwölftes Studioalbum Frauenluder, das Platz eins der österreichischen Albumcharts und Gold-Status erreichte. Von Herbst 2005 bis Ende 2007 war die Erste Allgemeine Verunsicherung mit dem Programm zum Album 100 Jahre EAV … Ihr habt es so gewollt! im deutschsprachigen Raum unterwegs; neben den bekannten Hits und Klassikern der Bandgeschichte wurden auch neue Lieder gespielt. Das Album stand in Österreich 113 Wochen lang in den Charts. Aufgrund des Erfolges der Livekonzerte ging die EAV ab Frühjahr 2008 mit ihrem neuen Programm Amore XL erneut auf Tournee.
Im Februar 2010 erschien das Album Neue Helden braucht das Land. Auf der dazugehörigen Tournee trat die Band ab März des Jahres in Österreich, Deutschland und der Schweiz auf. Von Mai 2010 bis Ende 2014 setzte Thomas Spitzer seine Bühnenkarriere vorerst aus; in dieser Zeit spielte Reinhard Stranzinger für ihn. 2014 nutzte die EAV für eine Bühnenpause. Im Januar 2015 erschien das Album Werwolf-Attacke – Monsterball ist überall, daraus erschienen die Promo-Singles Was ist los? Pfeif drauf! und Theater um die Kunst jeweils mit Musikvideo. Danach folgte eine Tour durch Deutschland, Österreich und die Schweiz. Ab Sommer 2016 trat die EAV auf Festivals und Open-Air-Festivals auf, auch diesmal wieder ohne Thomas Spitzer, der in Kenia an einem neuen Album arbeitete. An der Gitarre sprang für ihn wieder Reinhard Stranzinger ein, der auch schon bei den Best-of-Konzerten mitgespielt hatte.
Im September 2018 erschien das 17. Studioalbum Alles ist erlaubt, mit dem die Band 2019 ein letztes Mal auf Tournee ging. Mit der Tournee 1000 Jahre EAV – Abschiedstournee (Die Erste) durch Österreich und Deutschland verabschiedete sich die Band von der Bühne. Die Tournee startete am 3. Februar 2019 mit vier Konzerten in Fehring in der Steiermark. Am 14. September 2019 gab die Gruppe ihr letztes Konzert in der Wiener Stadthalle.
Im Zuge der COVID-19-Pandemie adaptierte Thomas Spitzer seinen 1987 erschienenen Titel Küss' die Hand, schöne Frau und schrieb ihn im Mai 2020 zu Küss' die Hand, Pandemie! um.
Im November 2021 erschien ein Weihnachtsalbum der Band mit dem Titel EAVliche Weihnachten – Ihr Sünderlein kommet.

## Besetzung
Im Laufe der Bandgeschichte kam es immer wieder zu Änderungen in der Besetzung. In den Jahren von 1974 bis 1977 kamen die EAV-Gründungsmitglieder Eik Breit, Nino Holm (beide ab 1974), Anders Stenmo (ab 1976) und Thomas Spitzer (ab 1977) durch die Vorgängerband Antipasta zusammen. Von 1978 bis 1979 war der Solist Wilfried Scheutz Sänger der Band. Von 1979 bis 1983 waren die Band S.T.S. und die EAV laut Angaben von Thomas Spitzer eine Band, denn Gert Steinbäcker war Sänger, Günter Timischl Techniker und Helmut Röhrling alias Schiffkowitz für eine Tournee ein Bühnenakteur der Band. Nachdem sich der Manager Walter Hammerl im Februar 1981 das Leben genommen hatte, wurde Klaus Eberhartinger als neuer Sänger engagiert.
Als 1983 Gert Steinbäcker und Günter Timischl ausstiegen, kamen Mario Bottazzi und der Produzent Peter Müller zur Gruppe. Im Jahr 1990 stieg Bottazzi aus und wurde durch Andy Töfferl ersetzt. 1994 stießen die Produzenten David Bronner und Kurt Keinrath zur Band. Als sich Nino Holm zurückzog, wurde David Bronner engagiert. Auf Grund kommerzieller Streitigkeiten trennten sich Ende 1995 und Anfang 1996 Eik Breit und Günther Schönberger von der Gruppe. Kurt Keinrath wurde im selben Jahr festes Mitglied der Gruppe. 1997 stieß der Chefpartie-Bassist Leo Bei alias Karl Horak dazu, ein Jahr später auch der Keyboarder Franz Zettl. Nachdem Anders Stenmo im selben Jahr kurz nach Premiere der Himmel & Hölle-Tour einen Hörsturz erlitten hatte, stießen Alex Deutsch und – nach dessen Ausscheiden aufgrund einer Lungenentzündung im selben Jahr – Robert Baumgartner als Schlagzeuger zur Band.
2001 stiegen Andy Töfferl und Franz Zettl aus der Band aus. Andy Töfferl versuchte sich als Entertainer und bei einem österreichischen Fernsehsender, und Franz Zettl wurde Keyboarder und Saxofonist der Begleitband von S.T.S. bis zu deren Auflösung 2014. Als Ersatz kam der Ausseer Hardbradler und Musiklehrer Franz Kreimer zur Band, zunächst als Studiomusiker und ab 2004 als fester Bestandteil der Gruppe. Ab 2010 bis 2017 sprang Reinhard Stranzinger gelegentlich auf Tourneen für Thomas Spitzer an der Gitarre ein. Zu Beginn des Jahres 2014 kündigten Leo Bei und Robert Baumgartner ihren Ausstieg aus der Band an und wurden ein Jahr später jeweils von Alvis Reid und Aaron Thier ersetzt.

## Öffentliche Wahrnehmung
Die Songs der Ersten Allgemeinen Verunsicherung wurden besonders in den 1980er Jahren oft als reine Spaßlieder verstanden. Durch den Erfolg von Werken wie Ba-Ba-Banküberfall, Märchenprinz, Fata Morgana, Küss' die Hand, schöne Frau, An der Copacabana, Burli oder Samurai wurde ihnen gern das Etikett einer Klamaukband angeheftet, was sich 1999 durch den Erfolg von 3 Weiße Tauben noch einmal verstärkte. Die Gruppe selbst machte für dieses Missverständnis den kommerziellen Erfolg einzelner aus dem Gesamtkontext eines Albums gerissener Lieder verantwortlich. Tatsächlich eckte die EAV durch ihre politischen Statements immer wieder an: Der österreichische Bundespräsident Kurt Waldheim drohte nach Wann man geh'n muß mit einer Klage, zog diese aber angesichts negativer öffentlicher Reaktionen zurück.
Stark war das Engagement der Gruppe gegen Rechtsextreme und rechte Gewalt (in Liedern wie: Eierkopf-Rudi, Neandertal). Bereits 1984 gab es nach einer TV-Sendung Bombendrohungen von Neonazis, der österreichische Rechtspopulist Jörg Haider verklagte die Band wegen „übler Nachrede“, und zahlreiche Titel wurden wegen ihrer gesellschaftskritischen Inhalte von Rundfunksendern boykottiert. Einer der bekanntesten Fälle ist die 1988 erschienene Single Burli, die sich mit den möglichen Folgen des GAUs eines Kernkraftwerks beschäftigt („Der Burli hat links und rechts drei Ohrli / an jeder Hand zehn Finger, und Hände hat er vier / keiner spielt so schnell Klavier“). Der Band wurde daraufhin eine Verhöhnung behinderter Menschen vorgeworfen. Der Bayerische Rundfunk sendete das Lied s’Muaterl wegen seiner Kritik am damaligen Papst und der katholischen Kirche nicht.

## Diskografie
Studioalben

| Jahr | Titel                                     | Höchstplatzierung, Gesamtwochen, AuszeichnungChartplatzierungen (Jahr, Titel, Platzierungen, Wochen, Auszeichnungen, Anmerkungen) | Höchstplatzierung, Gesamtwochen, AuszeichnungChartplatzierungen (Jahr, Titel, Platzierungen, Wochen, Auszeichnungen, Anmerkungen) | Höchstplatzierung, Gesamtwochen, AuszeichnungChartplatzierungen (Jahr, Titel, Platzierungen, Wochen, Auszeichnungen, Anmerkungen) | Anmerkungen |
| Jahr | Titel                                     | DE | AT | CH | Anmerkungen |
| ---- | ----------------------------------------- | --- | --- | --- | --- |
| 1978 | 1. Allgemeine Verunsicherung              | — | AT17* (4 Wo.)AT | — | Erstveröffentlichung: Oktober 1978 als 1. Allgemeine Verunsicherung & Wilfried * Charteinstieg bei Wiederveröffentlichung 2015 |
| 1981 | Café Passé                                | — | — | — | Erstveröffentlichung: Mai 1981                                                                                                 |
| 1983 | Spitalo Fatalo                            | — | AT5 Gold · (10 Wo.)AT | — | Erstveröffentlichung: 23. September 1983 Verkäufe: + 25.000                                                                    |
| 1984 | À la carte                                | — | AT11 Gold · (14 Wo.)AT | — | Erstveröffentlichung: November 1984 Verkäufe: + 25.000                                                                         |
| 1985 | Geld oder Leben!                          | DE10 Platin · (60 Wo.)DE | AT1 ×5Fünffachplatin · (78 Wo.)AT                                                                                                 | CH3 Platin · (15 Wo.)CH | Erstveröffentlichung: 25. Juni 1985 Verkäufe: + 800.000                                                                        |
| 1987 | Liebe, Tod & Teufel                       | DE3 Platin · (53 Wo.)DE | AT1 ×6Sechsfachplatin · (38 Wo.)AT                                                                                                | CH1 ×2Doppelplatin · (34 Wo.)CH                                                                                                   | Erstveröffentlichung: 26. Oktober 1987 Verkäufe: + 900.000                                                                     |
| 1990 | Neppomuk’s Rache                          | DE2 Platin · (41 Wo.)DE | AT1 ×4Vierfachplatin · (28 Wo.)AT                                                                                                 | CH3 Platin · (23 Wo.)CH | Erstveröffentlichung: 21. Mai 1990 Verkäufe: + 750.000                                                                         |
| 1991 | Watumba!                                  | DE17 Gold · (25 Wo.)DE | AT1 ×3Dreifachplatin · (22 Wo.)AT                                                                                                 | CH15 Gold · (7 Wo.)CH | Erstveröffentlichung: 21. November 1991 Verkäufe: + 425.000                                                                    |
| 1994 | Nie wieder Kunst (wie immer …)            | DE40 (12 Wo.)DE | AT1 ×2Doppelplatin · (25 Wo.)AT                                                                                                   | CH17 (10 Wo.)CH | Erstveröffentlichung: 18. November 1994 Verkäufe: + 100.000                                                                    |
| 1997 | Im Himmel ist die Hölle los               | DE37 (6 Wo.)DE | AT1 Platin · (19 Wo.)AT | CH20 (7 Wo.)CH | Erstveröffentlichung: 25. August 1997 Verkäufe: + 50.000                                                                       |
| 1998 | Himbeerland                               | DE55 (4 Wo.)DE | AT2 Platin · (21 Wo.)AT | CH30 (5 Wo.)CH | Erstveröffentlichung: 19. Oktober 1998 Verkäufe: + 40.000                                                                      |
| 2003 | Frauenluder                               | DE90 (1 Wo.)DE | AT1 Gold · (18 Wo.)AT | — | Erstveröffentlichung: 28. April 2003 Verkäufe: + 15.000                                                                        |
| 2007 | Amore XL                                  | DE46 (3 Wo.)DE | AT1 Platin · (30 Wo.)AT | CH83 (1 Wo.)CH | Erstveröffentlichung: 12. Oktober 2007 Verkäufe: + 20.000                                                                      |
| 2010 | Neue Helden braucht das Land              | DE26 (6 Wo.)DE | AT1 Platin · (29 Wo.)AT | CH34 (3 Wo.)CH | Erstveröffentlichung: 5. Februar 2010 Verkäufe: + 20.000                                                                       |
| 2015 | Werwolf-Attacke – Monsterball ist überall | DE15 (5 Wo.)DE | AT1 Platin · (21 Wo.)AT | CH16 (5 Wo.)CH | Erstveröffentlichung: 30. Januar 2015 Verkäufe: + 15.000                                                                       |
| 2018 | Alles ist erlaubt                         | DE7 (5 Wo.)DE | AT2 (34 Wo.)AT | CH13 (3 Wo.)CH | Erstveröffentlichung: 28. September 2018                                                                                       |

grau schraffiert: keine Chartdaten aus diesem Jahr verfügbar

## Liste der Tourneen
- 1978–1979: Uschi im Glück
  - Winter 1978: Lametta Scheinwelt

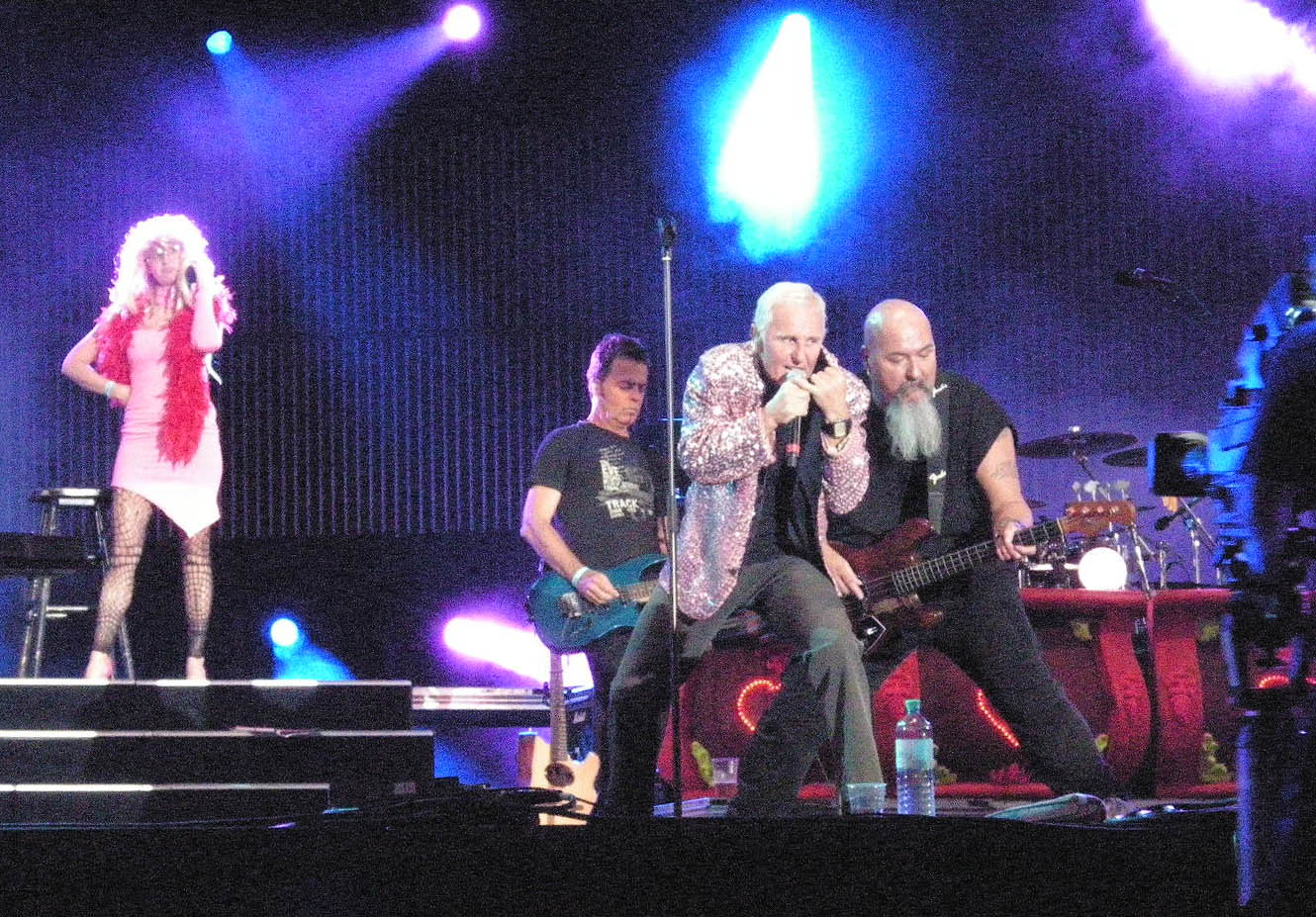
Aufführung: Küss’ die Hand, schöne Frau, 2008

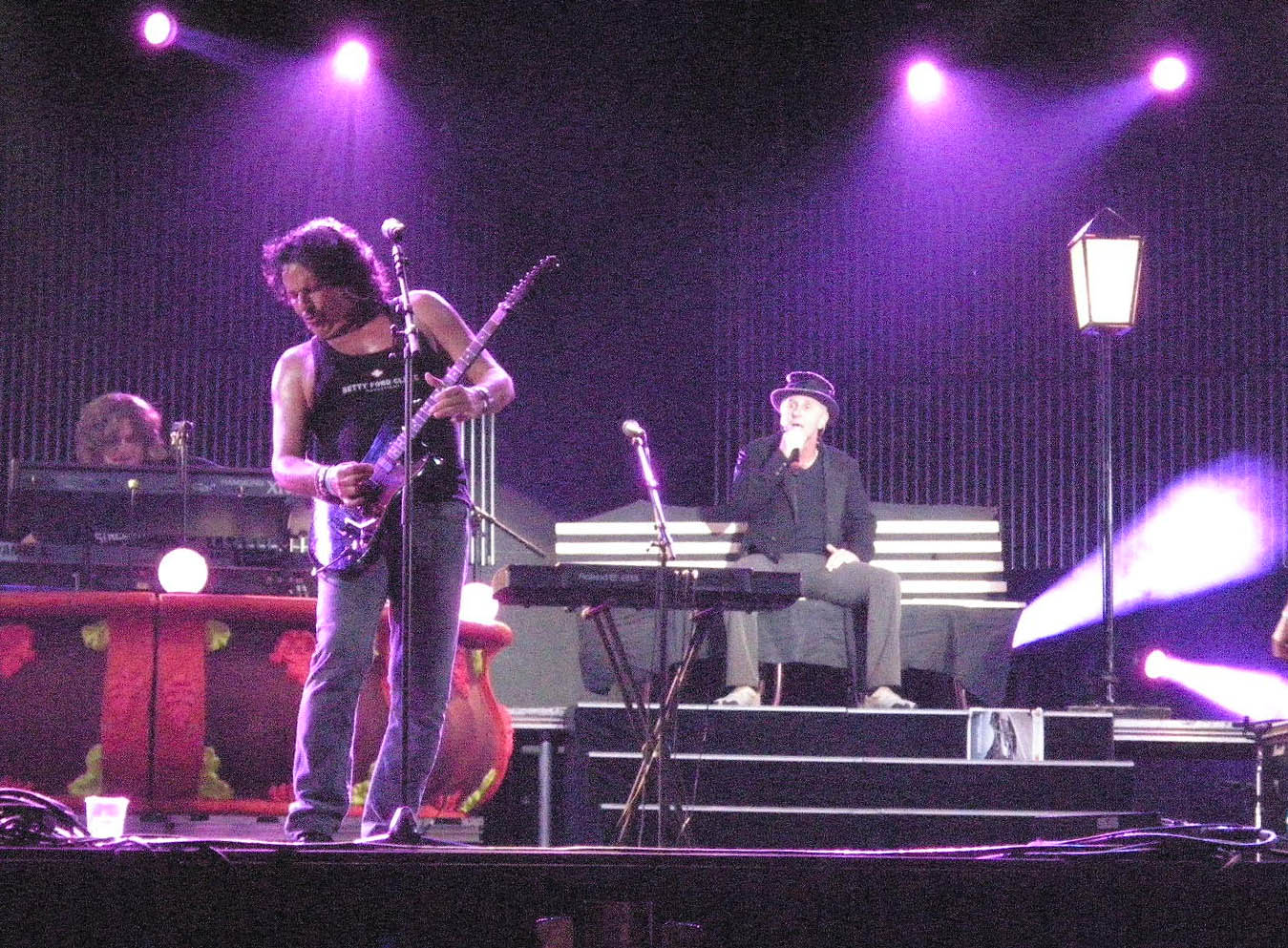
Aufführung: Sandlerkönig Eberhard, 2008

  - Winter 1979: Ihr Kinderlein kommet mit Schiffkowitz
- 1979–1982: Café Passé-Tour
- 1983–1984: Spitalo Fatalo-Tour
- 1985–1986: Geld oder Leben-Tour
- 1988–1989: Pinguin-Tour
- 1990–1991: Neppomuk-Tour
- 1995–1996: Kunst-Tour
- 1998–1999: Himmel und Hölle-Tour
- 2000–2004: Best of-Show
- 2005–2007: 100 Jahre EAV-Tour
- 2008–2009: Amore XL-Tour
- 2010: Neue Helden Tour
- 2012–2013: Best of-Show – Neandertal-Tour
- 2015: Werwolf-Tour
- 2015–2016: Best of-Show
- 2019: 1000 Jahre EAV – Abschiedstour

## Schriften
- 1988: Kann denn Schwachsinn Sünde sein…? 10 Jahre gelebter Wahnsinn. Peter Leopold (Herausgeber), Ueberreuter Verlag, Wien 1988, ISBN 3-8000-3296-1.[20]
- 1991: Das EAV Songbook. Edition DUX, ISMN M-50017-101-0[21]

## Auszeichnungen
- 1982: Deutscher Schallplatten-Kritikerpreis
- 1982: Berliner Wecker
- 1986: Austropop-Columbus
- 1986: Goldene Stimmgabel
- 1987: Orfeus
- 1987: Berolina
- 1988: Berolina
- 1988: Goldene Stimmgabel
- 1991: World Music Award
- 1992: RSH Gold
- 2006: Goldene Stimmgabel
- 2018: Großer Josef-Krainer-Preis[22]
- 2018: Österreichischer Kabarettpreis – Sonderpreis[23]
- 2019: Amadeus Austrian Music Award – Kategorie Songwriter des Jahres, gemeinsam mit Lemo
- 2019: Amadeus Austrian Music Award für das Lebenswerk[24]